# Преторія (міст)
Міст Преторії (англ. Pretoria Bridge) — міст з центральною секцією вертикального підйому в м. Оттава, Канада. Перетинає канал Рідо, поєднуючи райони Глібов і Сентертаун на західному березі з Олд-Оттава-Іст на східному.
Міст був побудований в 1915 р. замість більш раннього дерев'яного розвідного моста, який розташовувався трохи північніше і був продовженням Аргайл-авеню (Argyle Avenue).
В кінці 1970-х рр. було виявлено, що сіль, яку розсипали дорожні робітники, серйозно пошкодила міст. Були висунуті припущення про спорудження більшого і вищого моста, проте врешті-решт було прийнято рішення про реконструкцію моста і збереженні його історичного вигляду.
Міст був названий на честь вулиці Преторія-авеню, продовженням якої він є. Преторія-авеню, колишня Джейн-стріт (Jane Street), була перейменована в 1902 р. в пам'ять про перемогу британських (в тому числі канадських) військ в англо-бурській війні і про взяття столиці бурів м. Преторія. Пізніше назва стала спірною, оскільки багато канадців асоціювали його з режимом апартеїду в ПАР. В кінці 1980-х рр. виник рух про перейменування моста в честь Нельсона Мандели. Пропозиція наштовхнулася на заперечення тих, хто вважав назву моста гідною пам'яттю про загиблих в англо-бурській війні. Міська адміністрація утрималася від підтримки тієї чи іншої сторони, і дискусія незабаром згасла без наслідків.

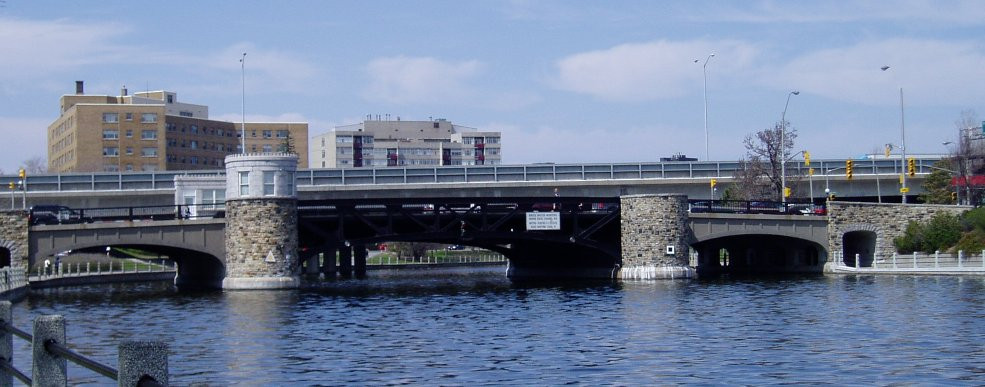
Міст Преторії. Вид з півдня на північ.